# André Vacherot

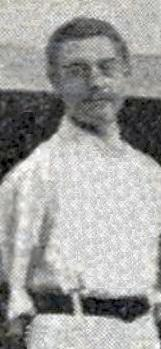
André Vacherot en 1901 (Tennis Club de Paris).

André Vacherot (Paris, 27 de Agosto de 1860 - Paris, 22 de Março de 1950) foi um tenista francês.
Ganhador de quatro torneios de Roland Garros: 1894, 1895, 1896 e  1901. Era irmão de Michel Vacherot.